# Trachyscelida
Trachyscelida là một chi bọ cánh cứng trong họ Chrysomelidae.
Chi này được miêu tả khoa học năm 1893 bởi Horn.

## Các loài
Các loài trong chi này gồm:
- Trachyscelida bicolor (Bechyne, 1958)
- Trachyscelida bicolor (Leconte, 1884)
- Trachyscelida boliviana (Bechyne, 1958)
- Trachyscelida flourescens (Bechyne, 1958)
- Trachyscelida obesa (Duvivier, 1889)
- Trachyscelida robusta (Jacoby, 1888)
- Trachyscelida venezulensis (Bechyne, 1956)